# 남독일

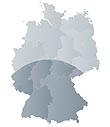
남독일의 대략적인 경계

남독일 또는 독일 남부(독일어: Süddeutschland 쥐트도이칠란트[*])는 독일의 남부 지역을 가리키는 말로, 상부 독일어계 방언이 사용되는 지역들을 가리킨다. 역사적으로는 바이에른과 슈바벤 공국의 영토, 오늘날 행정구역상으로는 바이에른주, 바덴뷔르템베르크주, 헤센주 남부, 라인란트팔츠주 일부 지역에 해당된다.
남독일은 인접국의 독일어권 지역, 즉 스위스 독일어권, 오스트리아, 리히텐슈타인, 프랑스 알자스, 이탈리아 쥐트티롤 지역과 역사적, 문화적, 언어적으로 밀접한 연관성을 띄고 있다.

## 경계
남독일은 북독일과는 반대되는 지역으로 오늘날 독일의 전체 영토 가운데 19세기 북독일 연방에 가입하지 않았던 지역들로 정의된다. 북독일과 남독일 사이에 중부독일 (Mittedeutschland)라는 지역을 또 구분하기도 하는데, 흔히 중부 독일어가 사용되는 지역 (프랑켄, 튀링겐, 작센)을 가리키는 표현이나 그 정의가 명확하지는 않다.
지리적으로 독일 중남부를 흐르는 마인강이 남독일과 중부독일의 자연 경계로 지목되는 경우가 많다. 마인강은 오버프랑켄과 운터프랑켄, 다름슈타트, 프랑크푸르트를 거쳐 마인츠의 라인강에 합류한다. 다만 마인츠와 독일 서부국경과는 멀리 떨어져 있는데 이 사이의 경계는 명확하게 구분되고 있지 않다. 이들 지역에서부터는 다시 서독일이란 지역으로 정의되기도 하며, 서독일과 남독일의 문화적 경계는 팔츠~라인란트의 주 경계로 본다. 이곳의 자연 경계로는 서부 삼림지대 (베스터발트)와 타우누스산맥, 아이펠 고원지대, 라인강과 모젤강 등이 꼽힌다.
역사적으로 19세기 독일 연방 내에서 북독일에는 프로이센이, 남독일에는 오스트리아 제국이 정치적 영향력을 행사하였는데, 두 영향권 사이의 경계는 상술한 마인강에서 따와 '마인리니' (Mainlinie)로 이름붙여졌으며, 1848년 수립된 국민의회의 소재지도 그 중간지점인 프랑크푸르트에 위치해 있었다. 다만 마인리니는 이름의 유래와는 달리 실제로는 마인강을 따르지 않고 바이에른 왕국의 북쪽 경계를 따르는 것으로 여겨졌다.
언어학적인 면에서는 상부 독일어 (Upper German) 방언이 사용되는 지역을 기준으로 삼기도 한다. 또 남독일의 문화와 언어는 북독일보다는 독일어권 스위스, 오스트리아, 쥐트티롤 지역에 더 가깝다. 한편 남독일과 바이에른 문화권의 경계가 어디까지인가와 관련해 지역민들 사이에서는 바이스부르스트라는 흰색 소시지를 어느 동네까지 먹느냐를 기준으로 삼으면 된다는 '바이스부르스태쿼토어' (Weißwurstäquator →흰소시지 기준선)라는 우스갯소리도 전해진다.

## 특징
전통적으로 남독일로 분류되는 바덴뷔르템베르크주와 바이에른주의 인구는 총 2,350만 명으로 독일 최대 인구를 자랑한다. 여기에 남독일 지역으로 지목되는 독일 서부 라인란트팔츠주와 자를란트주까지 합하면 남독일의 인구는 3천만 명에 달한다. 이는 독일 전체 인구의 약 40%, 유럽 내 독일어권 인구의 30%에 해당된다.
남독일 지역의 종교는 가톨릭교가 우세하며, 개신교가 우세한 북독일과 대조적이다. 다만 루터교 등의 개신교 신자도 적지 않은 규모를 차지하고 있으며, 특히 뷔르템베르크 북부와 바덴, 프랑켄 일부 지역에 주로 분포한다. 한편 전후 터키인을 비롯한 중동 이민자들로 인해 이슬람교 신자도 약 25만여 명, 전체 인구의 2~3% 정도를 차지하고 있다.
남독일 지역의 경제력도 독일 내에서 가장 강력한 수준으로 꼽힌다. 바덴뷔르템베르크주와 바이에른주는 제조업, 특히 자동차와 기계 산업이 지역경제를 대표하고 있다. 하이델베르그, 뮌헨, 튀빙겐, 뷔르츠부르크 등은 독일 최고 명문대가 자리한 도시로 알려져 있다.
남독일은 독일 내에서 고지대에 해당되어 구불구불한 언덕이 많은데 이를 중간산악 지대 (Mittelgebirge)라고 부른다. 또 남동쪽 일대에는 알프스 산맥이 조금 걸쳐 있는데 알개우 산맥, 바이에른 알프스라고 부른다. 남독일의 향토 요리는 스튜, 소시지, 양배추, 국수 요리가 유명하며 다양한 명절 쿠키, 케이크, 타르트 요리도 전해진다. 여기에 지역 전반에 걸쳐 다양한 맥주와 포도주가 생산된다.

### 주요 도시
다음은 남독일의 인구순 10대 주요 도시이다. 굵은 글씨는 주도에 해당되며, 인구의 기준연도는 2010년이다.
- 뮌헨 (바이에른주, 인구 1,353,186명)
- 프랑크푸르트암마인 (헤센주, 인구 679,664명)
- 슈투트가르트 (바덴뷔르템베르크주, 인구 606,588명)
- 뉘른베르크 (바이에른주, 인구 505,664명)
- 만하임 (바덴뷔르템부르크주, 인구 313,174명)
- 카를스루에 (바덴뷔르템부르크주, 인구 294,761명)
- 비스바덴 (헤센주, 인구 275,976명)
- 아우크스부르크 (바이에른주, 인구 264,708명)
- 프라이부르크 (바덴뷔르템부르크주, 인구 224,191명)
- 마인츠 (라인란트팔츠주, 인구 199,237명)

## 같이 보기
- 북독일
- 중부독일 (지리), 중부독일 (문화)
- 서독일, 동독일
- 바이스부르스태쿼토어
- 상부 독일어
- 알레만 방언
- 바이에른 방언
- 동프랑켄어
- 남프랑켄어